# Friedrich Hehr
Friedrich Hehr 

Fotograf: unbekannt

Link zum Foto

(Bitte Urheberrechte beachten)
Friedrich Hehr (* 21. September 1879 in Korb; † 30. Juli 1952 in Hannover) war zwischen 1925 und 1949 Scharfrichter in Deutschland. In der Zeit des Nationalsozialismus war er an der Tötung hunderter Personen beteiligt. Nach Ende des Zweiten Weltkrieges arbeitete Hehr als Scharfrichter für die britischen und amerikanischen Besatzungsmächte.

## Leben

### Herkunft und Lehre
Hehr war eines mehrerer Kinder eines Korbmachermeisters und Totengräbers aus Korb, etwa 15 km nordöstlich von Stuttgart. Er erlernte den Beruf des Schlachters und Gemüsehändlers und war zunächst in Stuttgart als Arbeiter tätig.

### Scharfrichter in der Weimarer Republik
Der britische Historiker Richard J. Evans geht davon aus, dass Hehr seine Scharfrichtertätigkeit zunächst 1925 als Gehilfe des für Baden, Württemberg und Hessen zuständigen Scharfrichters Karl Burkhard begann.
Nachdem Burkhard aus Altersgründen in den Ruhestand versetzt worden war, führte Hehr dessen Arbeit bis zur Umstrukturierung in der Justiz Badens und Württembergs 1934/35 fort. 1935 betrug Hehrs Lohn 400 RM, für jede Hinrichtung erhielt er zusätzlich 50 Mark „Belohnung“ sowie 20 Mark „Verdienstentgang“. Hatte er an einem Tag mehrere Personen zu töten, erhielt er 20 Mark zusätzliche „Belohnung“.

### Scharfrichter in der NS-Zeit
1934/35 kam es in der Justiz Badens und Württembergs zu einer Umstrukturierung, durch die der Scharfrichter Johann Reichhart fortan für beide Staaten zuständig war. Hehr bewarb sich deshalb auf die schon länger vakante Stelle des Scharfrichters im Norden und Westen Deutschlands und erhielt diese schließlich auch. Er war jetzt für Hinrichtungen in den Vollzugsanstalten Butzbach, Hamburg-Stadt, Hannover und Köln zuständig. Für Köln und Hamburg musste er nachweisen, dass er Hinrichtungen (wegen dort noch fehlender Guillotinen) übergangsweise auch mit dem Handbeil durchführen konnte, was Hehr tat. Im Sommer 1937 trat der 57-Jährige sein Amt offiziell an.
Für seine neue Aufgabe wurde Hehr angewiesen, mit seiner Familie in das für seine neuen Aufgaben zentraler gelegene Hannover umzuziehen. Scharfrichter und deren Gehilfen waren gemäß §§ 4 und 5 der Richtlinien für den Scharfrichter verpflichtet, ihre tatsächliche Tätigkeit vor der Bevölkerung geheim zu halten. Aus diesem Grund war Hehr in Hannover als (Justiz)Angestellter gemeldet. Seit August 1937 wohnte er erst im Haus Deisterstraße 24, dann Eichenplan 14.
1942 existierten 20 Hinrichtungsstätten auf dem Boden des Deutschen Reiches, für die neun Scharfrichter zuständig waren. Neben Friedrich Hehr waren dies: Gottlob Bordt, August Köster, Johann Mühl, Ernst Reindel, Johann Reichhart, Wilhelm Röttger, Alois Weiß und Fritz Ulicky. Hehr war für Nord- und Ostdeutschland zuständig.
Zwischen dem 22. Dezember 1938 und dem 15. Dezember 1944 enthauptete Hehr allein in der Haftanstalt Hamburg 432 Personen; unter den 140 allein im Jahr 1943 von Hehr Hingerichteten finden sich die vier Lübecker Märtyrer Johannes Prassek, Eduard Müller, Hermann Lange und Karl Friedrich Stellbrink.

Zentrale Hinrichtungsstätten und Vollstreckungsbezirke im Deutschen Reich (1944)

Ab November 1943 war Hehr für einige Monate Nachfolger von Ernst Reindel (der überraschend sein Amt aufgegeben hatte) in der zentralen Hinrichtungsstätte in der Haftanstalt Roter Ochse in Halle (Saale). Hehr vollstreckte mehrere Urteile, bevor er dort am 1. April 1944 durch seinen Gehilfen Alfred Roselieb als leitender Scharfrichter abgelöst wurde.
Seit Ende November 1944 war Hehr mit seinen Gehilfen für die zentrale Hinrichtungsstätte für den Vollstreckungsbezirk V (Standorte Hamburg-Stadt, Dreibergen-Bützow und Wolfenbüttel) zuständig.

### Scharfrichter nach 1945
Nach Kriegsende wurden Reichhart und Hehr von den Alliierten weiterbeschäftigt. Hehr wurde 1946 von den Briten im gerade neu geschaffenen Bundesland Niedersachsen zum „leitenden Scharfrichter“ ernannt. Ab 1947 wurde Hehrs Zuständigkeit auf Hessen, Nordrhein-Westfalen und Rheinland-Pfalz ausgedehnt. Die Vergütungen, die Hehr für seine Scharfrichtertätigkeit im Nachkriegsdeutschland erhielt, entsprachen denen der NS-Zeit: Für jede Hinrichtung erhielt er zuzüglich zu seinem Gehalt 60 Mark. Bei mehreren Hinrichtungen reduzierte sich dieser Betrag auf 30. Seine Gehilfen erhielten 40 bzw. 30 Mark.
Hehr übte die Tätigkeit eines Scharfrichters bis 1949 aus und soll in dieser Zeit allein in Hamburg und Wolfenbüttel 85 Personen (18 in Hamburg und 67 in Wolfenbüttel) hingerichtet haben. Dies waren mehrheitlich von alliierten Gerichten verurteilte Kriegsverbrecher, darunter Willi Herold.

## Merkmale von Hehrs Tätigkeit

### „wichtigster Scharfrichter in Deutschland“
Zwischen 1937 und 1945 hatte Hehr zwölf verschiedene Gehilfen und Ersatzgehilfen, die alle in Hannover wohnten. Hehr bildete seine Gehilfen selbst aus, sodass über die Jahre eine Art „Scharfrichterschule“ entstand. Mehrere seiner Gehilfen wurden im Laufe des Zweiten Weltkrieges selbst zu Scharfrichtern bestellt, unter ihnen zum Beispiel Gottlob Bordt. Vier von Hehrs Gehilfen wurden Scharfrichter für das NS-Regime. Der Historiker Herbert Schmidt bezeichnet Hehr deshalb als „den wichtigsten Scharfrichter in Deutschland“, weil er der „Ziehvater“ zukünftiger Scharfrichter war, wie Thomas Waltenbacher feststellt.

### Charakter und Arbeitsweise Hehrs
In den ersten Jahren seiner Scharfrichtertätigkeit hatte Hehr bei Hinrichtungen mit dem Fallbeil die Eigenart, „Achtung!“ zu rufen, kurz bevor er die Klinge auslöste. Diese „Unregelmäßigkeit“ wurde im Oktober 1937 vom Reichsjustizministerium beanstandet: Hehr wurde zwar bescheinigt, dass er … in einer durch Ruhe und äußerste Vorsicht ausgezeichneten Form … arbeite, dass aber das Rufen des Wortes „Achtung“ … im allgemeinen ungewöhnlich ist und als störend empfunden werden kann …. Hehr wurde aufgefordert, dies zu unterlassen, was er auch tat.
Ein Gefängnisseelsorger beschrieb Hehr folgendermaßen:

„Klotzig, unansprechbar und ständig knurrig verhielt sich Herr Hehr. Nur einmal ließ er sich auf ein kurzes Gespräch ein. Über die Abscheu der Mitmenschen gegenüber dem Henker machte er sich keine Illusionen. […] Mit Herrn Reindel war es sogar möglich, ein paar Worte zu wechseln.“

### Die Hinrichtung Erna Wazinskis

Protokoll der Hinrichtung von Erna Wazinski vom 23. November 1944. Rechts oben ist als Scharfrichter Hehr mit 3 Gehilfen genannt.

Zu den zahlreichen Hingerichteten Friedrich Hehrs gehörte am 23. November 1944 auch die 19-jährige Arbeiterin Erna Wazinski, die von ihm im Strafgefängnis Wolfenbüttel hingerichtet wurde. Wazinski war wegen angeblicher Plünderung nach dem Bombenangriff vom 15. Oktober 1944 auf Braunschweig vom Sondergericht Braunschweig zum Tode verurteilt worden.
Das Protokoll der Hinrichtung enthält folgende Schilderung:

„Um 12 Uhr 07 wurde die Verurteilte gefesselt vorgeführt. Durch den Vollstreckungsleiter wurde hierauf nach Feststellung der Persönlichkeit der Verurteilten Wazinski dem Scharfrichter [Friedrich Hehr] der Auftrag zur Vollstreckung des Urteils des Sondergerichts in Braunschweig vom 21. Oktober 1944 erteilt. Hierauf wurde der Kopf der Verurteilten mittels Fallbeils vom Rumpf getrennt. … Die Vollstreckung dauerte vom Zeitpunkt der Vorführung bis zur vollendeten Verkündung 5 Sek., von der Übergabe an den Scharfrichter bis zur vollendeten Vollstreckung 6 Sekunden.“

### Weitere von Hehr enthauptete Personen
- 20. Juni 1938:

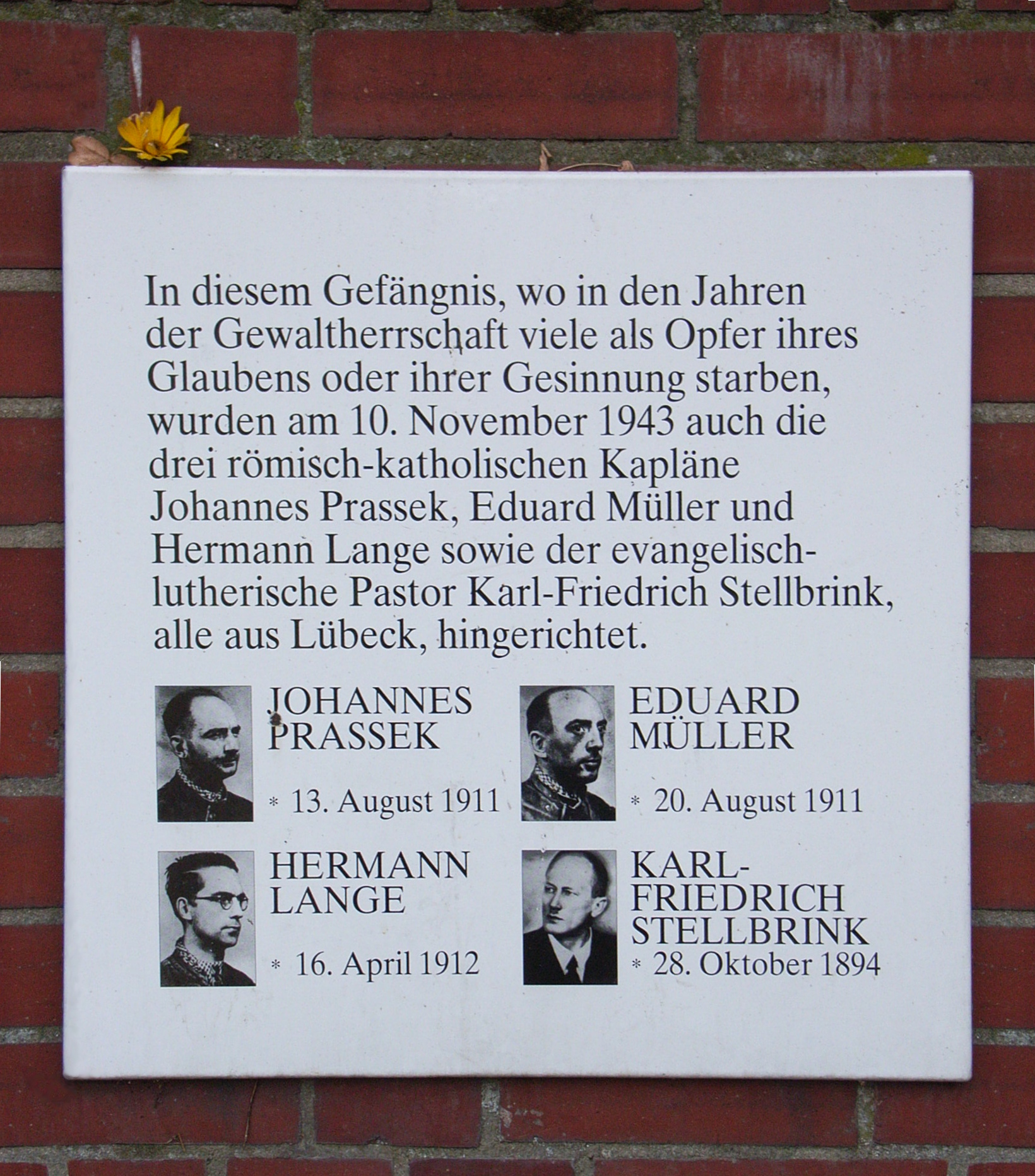
Gedenktafel in den Wallanlagen beim Untersuchungsgefängnis Hamburg

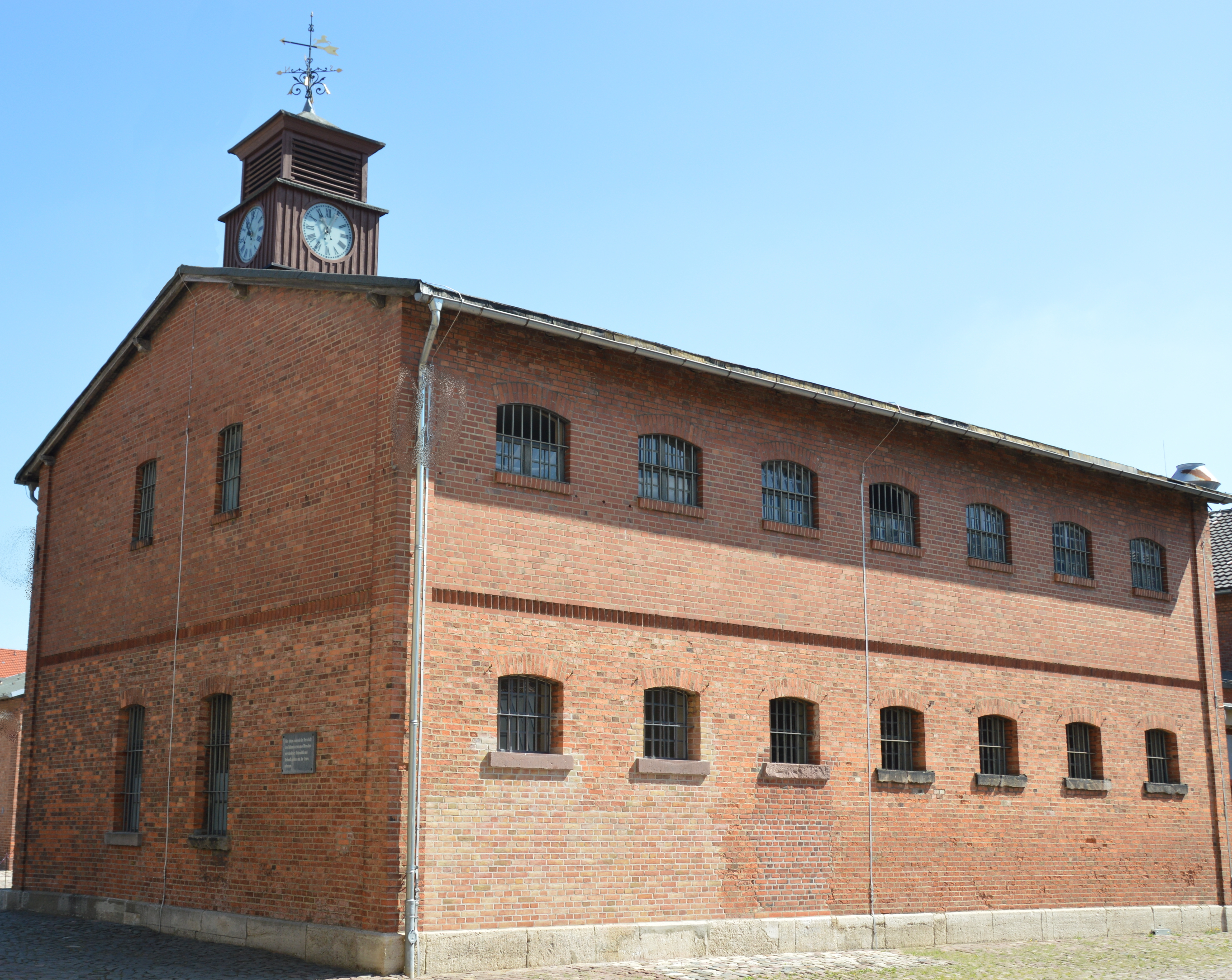
Ehemaliges Hinrichtungsgebäude des Strafgefängnisses Wolfenbüttel

  - Artur Göritz (31), Berlin-Plötzensee[26]
  - Liselotte Herrmann (28), ebenda[26]
  - Stefan Lovász (36), ebenda[26]
  - Josef Steidle (30), ebenda[26]
- 1. Juni 1939:
  - Karl Georg Genée (30), Strafgefängnis Wolfenbüttel[27]
  - Walter Krause (29), ebenda[27]
- 12. Februar 1942: Ady Claude (28), Gefängnis Köln-Klingelpütz
- 20. August 1942: Karl Leopold Schaps (31), Gefängnis Köln-Klingelpütz
- 25. August 1942: Walerian Wróbel (17), Untersuchungshaftanstalt Hamburg[28]
- 24. September 1942: Max Behretz (29), Berlin-Plötzensee[29]
- 12. Februar 1943: France Bloch-Sérazin[30], Untersuchungshaftanstalt Hamburg, ebenda
- 17. Mai 1943: Wilma Hesselink (31), Strafgefängnis Wolfenbüttel[31]
- 1. November 1943: Suzanne Masson[30]
- 10. November 1943: die vier sogenannten Lübecker Märtyrer[32][30]:
  - Hermann Lange (31), Untersuchungshaftanstalt Hamburg
  - Eduard Müller (32), ebenda
  - Johannes Prassek (32), ebenda
  - Karl Friedrich Stellbrink (49), ebenda
- 7. August 1944 Marguerite Bervoets (30) Strafgefängnis Wolfenbüttel
- 17. November 1946: Willi Herold (21), genannt der Henker vom Emsland, und fünf Mitangeklagte, Strafgefängnis Wolfenbüttel[33]
- 13. März 1948: Helmut Schmeis, Untersuchungsgefängnis Dortmund[34]
- 9. Mai 1949: 
  - Robert Amelung (29) und
  - Peter Steinhauer (39), Untersuchungshaftanstalt Hamburg[35]